# Dicranota brevitarsis
Dicranota (Paradicranota) brevitarsis là một loài ruồi trong họ Pediciidae. Chúng phân bố ở vùng sinh thái Palearctic.